# Triphorinae
Triphorinae – podplemię roślin z rodziny storczykowatych (Orchidaceae). Obejmuje 3 rodzaje i około 33 gatunków występujących w Ameryce Południowej, Środkowej i Północnej.

## Systematyka
Podplemię sklasyfikowane do plemienia Triphoreae, podrodziny epidendronowych (Epidendroideae) w rodzinie storczykowatych (Orchidaceae), rząd szparagowce (Asparagales) w obrębie roślin jednoliściennych.
Wykaz rodzajów
- Monophyllorchis Schltr.
- Pogoniopsis Rchb.f.
- Psilochilus Barb.Rodr.
- Triphora Nutt.